# 더 서울어워즈
더 서울어워즈(영어: THE SEOUL AWARDS)는 스포츠서울에서 주최하는 대한민국의 시상식으로 드라마와 영화의 통합 시상식이다.
드라마와 영화의 전문가로 구성된 전문 심사위원단 외에 국민 심사위원단을 특별 구성해 대중의 의견을 반영하는 시상식이다. 본상 심사 방식은 전문심사단이 부여한 점수 70%와 국민심사단이 부여한 점수 30%를 반영하여 시상한다.
더 서울 어워즈 국민 심사위원단은 대한민국 국민이라면 누구나 온라인으로 홈페이지에서 신청 지원을 할 수 있으며, 1차 인터뷰와 2차 인터뷰를 거쳐 대면 인터뷰를 통해 최종 선정된다.
2019년에는 열리지 않았고 공식 웹사이트도 폐쇄된 것으로 확인되었다.

## 시상 부문
| 상              | 수상자 선정                                                   |
| --------------- | ------------------------------------------------------------- |
| 대상            | 영화 · 드라마 부문 각 1작품 (총2작품)                         |
| 남우/여우주연상 | 영화 · 드라마 부문 남/여 각 1명 (총4명)                       |
| 특별배우상      | 한 해 동안 가장 화제가 되었거나 감동적인 스토리가 있었던 배우 |
| 인기상          | 모바일투표로 선정한 남/여 (총4명)                             |
| 남우/여우조연상 | 영화 · 드라마 부문 남/여 각 1명 (총4명)                       |
| 신인상          | 영화 · 드라마 부문 남/여 각 1명 (총4명)                       |

## 역대 수상자(작)

### 1회 (2017년)
- 일시 : 2017년 10월 27일 (오후 6시 SBS 생중계)
- 장소 : 경희대학교 평화의 전당

| 부문                  | 수상자                    | 작품                                                    |
| --------------------- | ------------------------- | ------------------------------------------------------- |
| 영화부문 대상         |                           | 박열                                                    |
| 드라마부문 대상       |                           | 비밀의 숲                                               |
| 영화부문 남우주연상   | 송강호                    | 택시운전사                                              |
| 영화부문 여우주연상   | 나문희                    | 아이 캔 스피크                                          |
| 드라마부문 남우주연상 | 지성                      | 피고인                                                  |
| 드라마부문 여우주연상 | 박보영                    | 힘쎈여자 도봉순                                         |
| 특별배우상            | 김수안                    | 군함도                                                  |
| 인기상                | 박형식 임시완 윤아 김세정 | 힘쎈여자 도봉순 불한당: 나쁜 놈들의 세상 공조 학교 2017 |
| 영화부문 남우조연상   | 김주혁                    | 공조                                                    |
| 영화부문 여우조연상   | 이정현                    | 군함도                                                  |
| 드라마부문 남우조연상 | 정상훈                    | 품위있는 그녀                                           |
| 드라마부문 여우조연상 | 이하늬                    | 역적 : 백성을 훔친 도적                                 |
| 영화부문 남우신인상   | 류준열                    | 더 킹                                                   |
| 영화부문 여우신인상   | 최희서                    | 박열                                                    |
| 드라마부문 남우신인상 | 김민석                    | 피고인                                                  |
| 드라마부문 여우신인상 | 윤소희                    | 군주 - 가면의 주인                                      |

### 2회 (2018년)
- 일시 : 2018년 10월 27일 (오후 6시 SBS 생중계)
- 장소 : 경희대학교 평화의 전당[3]

| 부문                  | 수상자                  | 작품                                                                   |
| --------------------- | ----------------------- | ---------------------------------------------------------------------- |
| 영화부문 대상         |                         | 공작                                                                   |
| 드라마부문 대상       |                         | 나의 아저씨                                                            |
| 영화부문 남우주연상   | 하정우                  | 신과함께 : 죄와 벌                                                     |
| 영화부문 여우주연상   | 손예진                  | 지금 만나러 갑니다, 협상                                               |
| 드라마부문 남우주연상 | 이병헌                  | 미스터 션샤인                                                          |
| 드라마부문 여우주연상 | 김남주                  | 미스티                                                                 |
| 특별배우상            | 허준호                  | 이리와 안아줘                                                          |
| 인기상                | 정해인 디오 서현 손예진 | 밥 잘 사주는 예쁜 누나 신과함께: 죄와 벌 시간 지금 만나러 갑니다, 협상 |
| 영화부문 남우조연상   | 주지훈                  | 공작 신과함께: 죄와 벌                                                 |
| 영화부문 여우조연상   | 예수정                  | 신과함께: 죄와 벌                                                      |
| 드라마부문 남우조연상 | 유연석                  | 미스터 션샤인                                                          |
| 드라마부문 여우조연상 | 문소리                  | 라이프                                                                 |
| 영화부문 남우신인상   | 남주혁                  | 안시성                                                                 |
| 영화부문 여우신인상   | 김다미                  | 마녀                                                                   |
| 드라마부문 남우신인상 | 박해수                  | 슬기로운 감빵생활                                                      |
| 드라마부문 여우신인상 | 조보아                  | 이별이 떠났다                                                          |
| 한류아티스트상        | 정해인                  | 밥 잘 사주는 예쁜 누나                                                 |